# Cordonnier
Pour les articles homonymes, voir Cordonnier (homonymie).
Un cordonnier (au féminin, une cordonnière ; altération de cordouanier, « artisan travaillant le cuir de Cordoue ») est une personne qui fabrique ou répare des chaussures. Ne vient pas de cordes

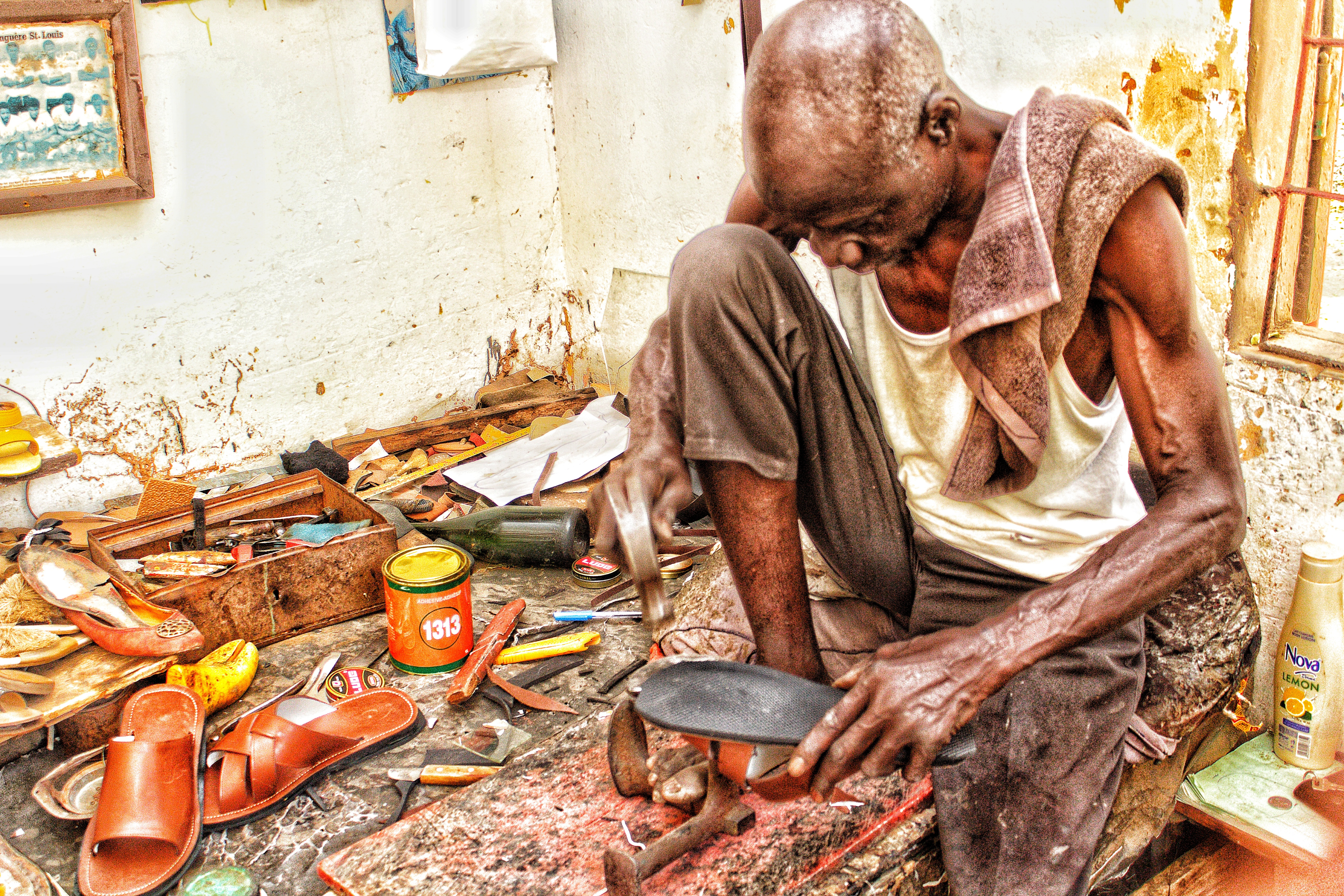
Coordonier professionnel à la chambre des métiers de Thiès (Sénégal).

## Étymologie
Cordonnier vient du mot cordon,, car les premiers cordonniers utilisaient des cordes pour fabriquer des chaussures. Une légende selon Pétrus Borel veut que cordonnier vienne de « cors » (les chaussures donnant des cors). Une autre étymologie proposée remonte au mot cordouan : cuir, mot qualifiant la ville de Cordoue où le cuir était travaillé.
Au sens premier, le cordonnier est l'artisan qui fabrique des souliers, bottes, mules et pantoufles, en cuir, surtout en peau de cochon. Ceux qui les réparaient étaient appelés « Raccommodeurs de souliers » ou « Savetie » ou encore « Cordonniers » en vieux français. Durant la période contemporaine, il est courant de différencier le « cordonnier réparateur » du « cordonnier bottier » et du cordonnier multi-service.

## Histoire

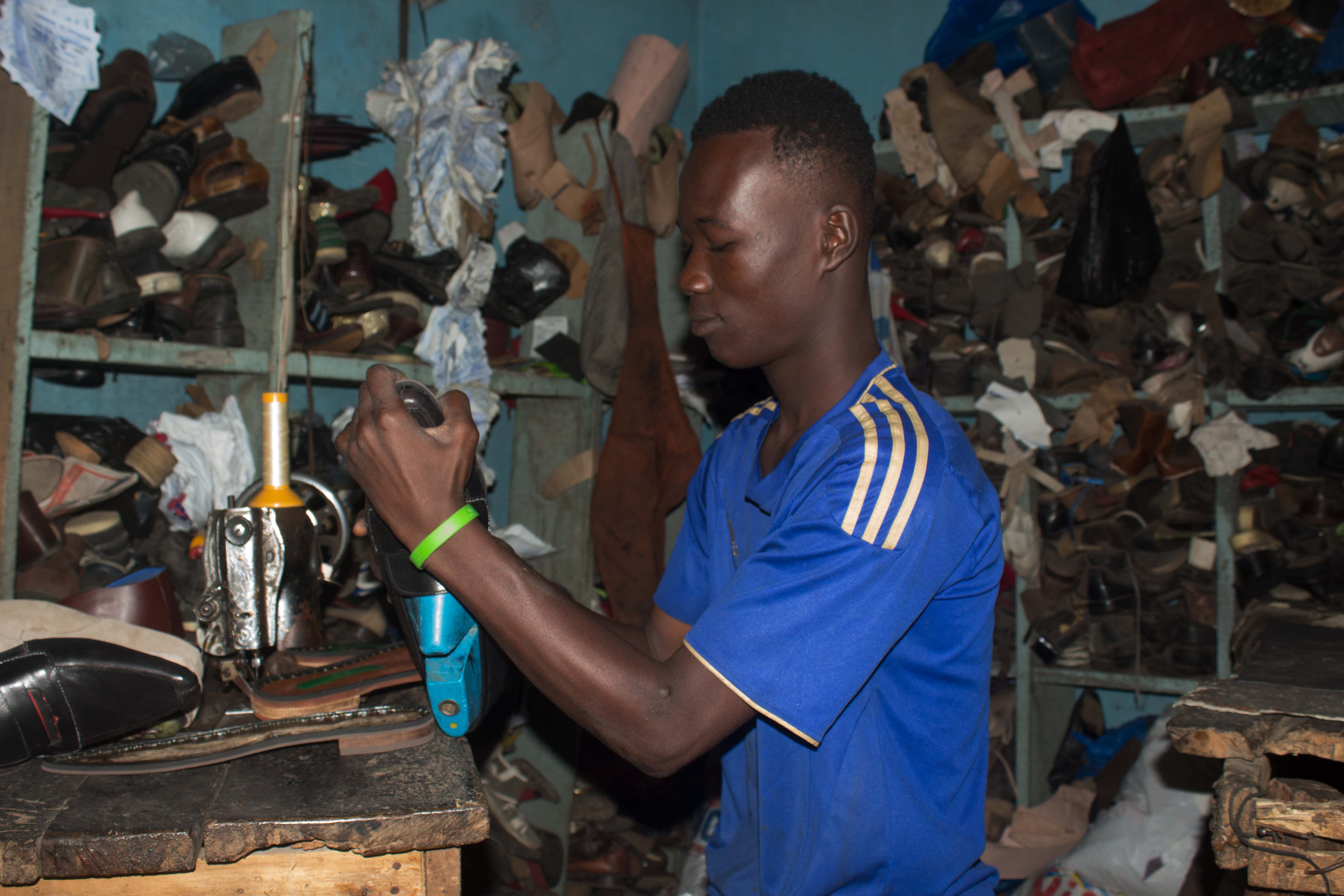
Un jeune cordonnier dans la commune de Yopougon à Abidjan (Côte d'Ivoire).

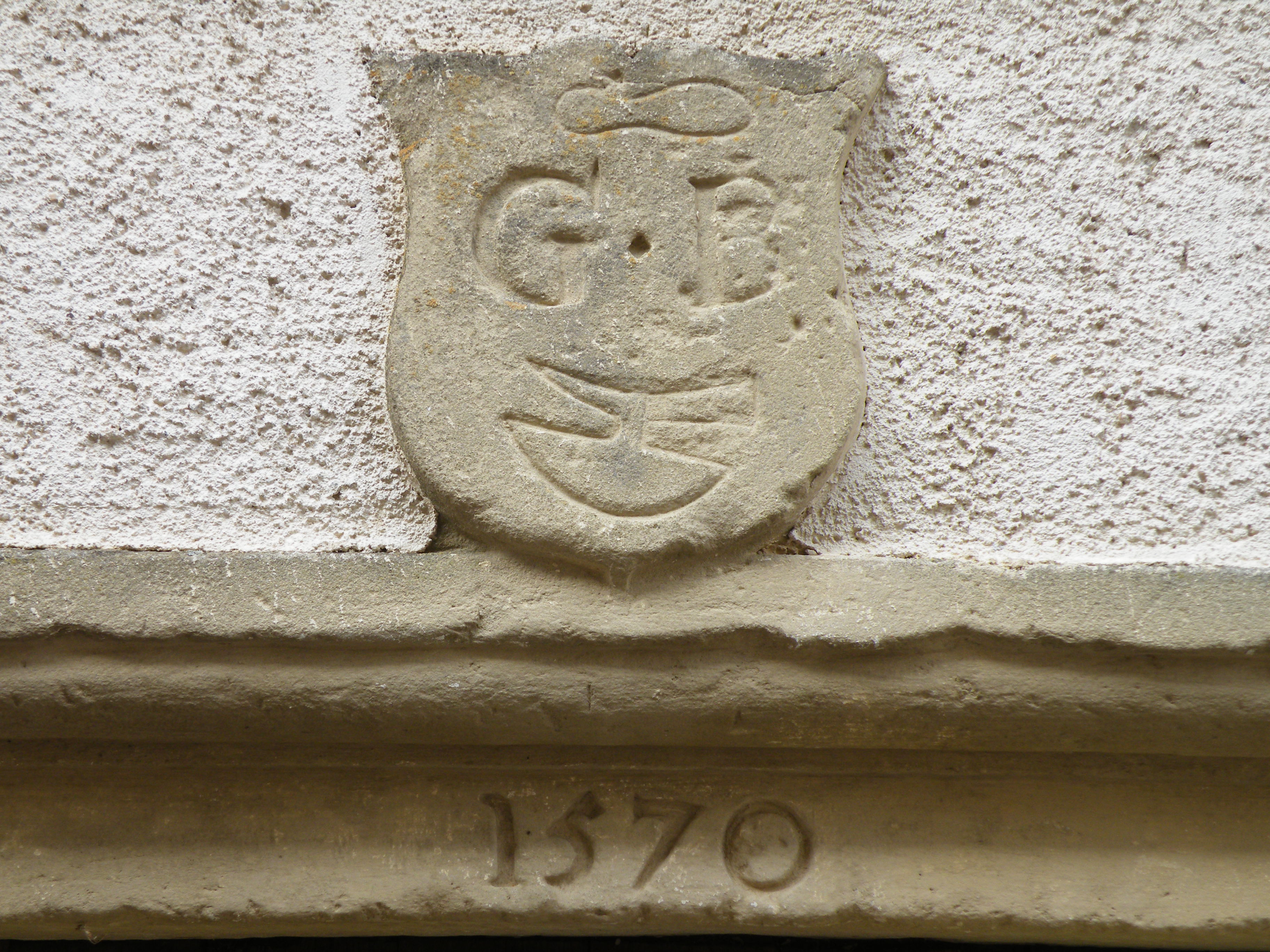
Maison du cordonnier à Châtillon-sur-Saône.

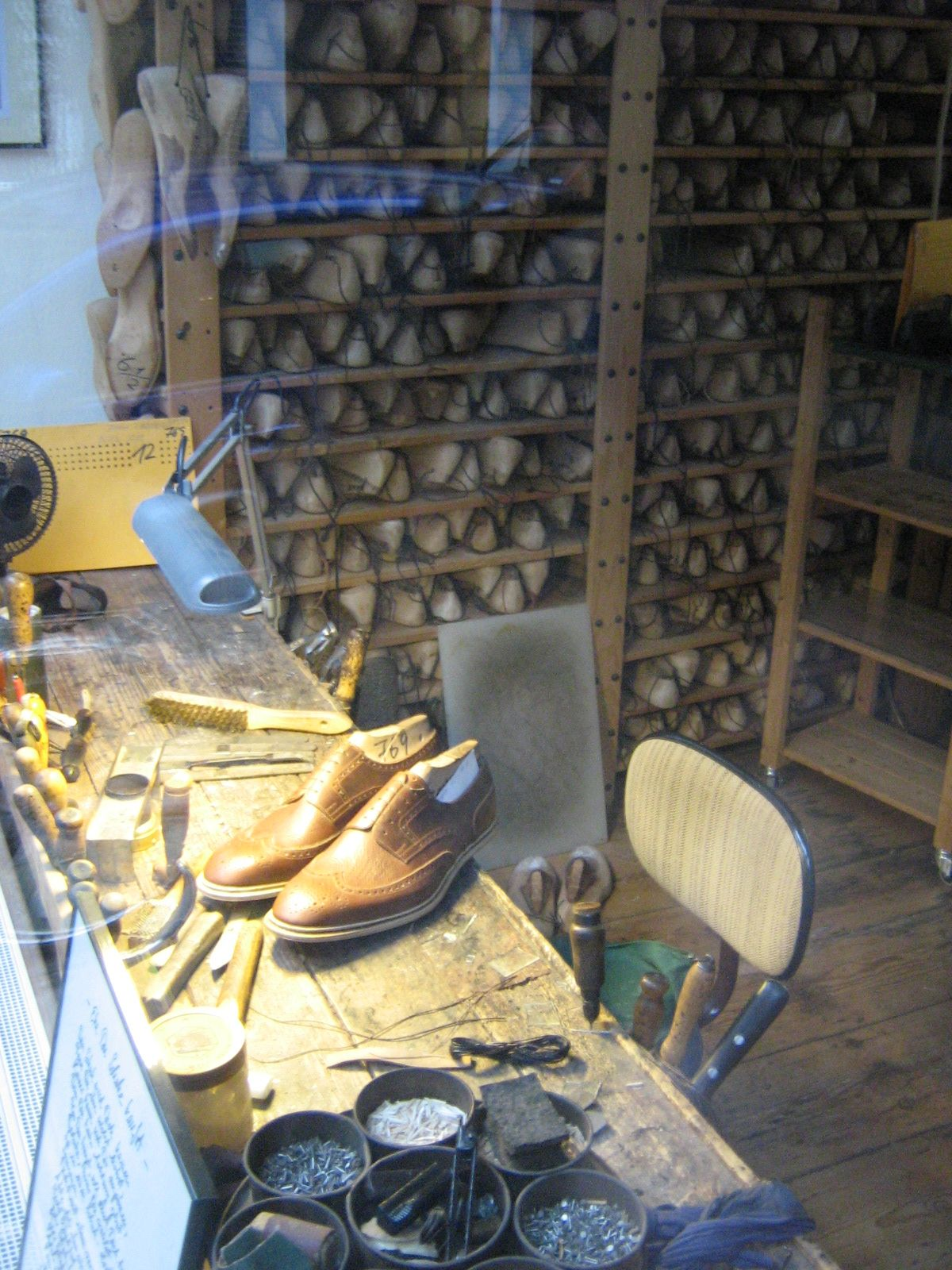
Cordonnerie traditionnelle à Hambourg (2007).

Les frères Crépin et Crépinien, venus de Rome, étaient chrétiens et cordonniers à Soissons. Ils fabriquaient des chaussures pour les pauvres, qu'ils ne faisaient pas payer, et pour les riches qui appréciaient leur production. Ils furent martyrisés sur ordre de l'empereur Maximien (vers 285 ou 286).
Ils sont les saints patrons des cordonniers  (fête le 25 octobre). La fabrication industrielle des chaussures au XXe siècle entraîne la disparition du savetier au profit du cordonnier qui s'est spécialisé dans la réparation. Ce métier est aussi en voie de disparition, les souliers, bottes, se fabriquent en usine et non à la main. Dans les pays plus pauvres, on trouve des « cordonniers » mais au contraire, dans les pays plus riches, ils sont fabriqués en usines.

## Formations professionnelles
Il existe différents CAP pour devenir cordonnier : CAP cordonnier-bottier, CAP cordonnerie multi-service, et CAP chaussure. Il y a aussi la possibilité de préparer un bac professionnel métiers du cuir, option chaussures (industrie du luxe), un brevet technique des métiers de cordonnier  (BTM),  ou encore un BTS métiers de la mode-chaussure et maroquinerie. Le Brevet de Maîtrise (BM), est un diplôme spécifique à l’artisanat et s’adresse aux salariés et chefs d’entreprises artisanales désireux de développer leurs compétences de professionnels et de gestionnaire.
Le métier peut également se pratiquer sans diplôme. Un cordonnier débutant gagne le SMIC soit 1 767 euros brut mensuel (en 2024). Un jeune artisan débutant à son compte gagne entre 1 500 € et 2 000 € par mois

## Réparations les plus courantes
Les réparations les plus courantes chez un cordonnier incluent les talons de chaussure. Il pratique également le ressemelage où certaines paires de chaussures peuvent quasiment être ressemelées à l'infini ; c'est le cas des chaussures type Goodyear. Il existe une très grande variante de ressemelages en fonction des cousus et des montages : trépointe, california, vissée, etc..
Mise sur forme des chaussures (ou plus communément appelé forçage) : cette technique d'élargissement des chaussures est relativement simple, cela suppose l'utilisation d'une machine spéciale sur la chaussure à l'endroit précis que l'on souhaite voir élargi; et cela sans altérer les coutures, ni la forme globale de la chaussure. À ne pas confondre avec  le fait de mettre ses chaussures sur des embauchoirs, qui sont parfois appelés « formes ».
Le travail du cordonnier peut aussi consister à réparer d’autres objets en cuir (sacs, cartables, ceintures, gants, etc.), et à poser des œillets. Certains artisans effectuent aussi des travaux de teintures sur cuir. Le cordonnier vend également des accessoires : semelles intérieures, lacets, cirages et crèmes, ou embouchoirs.

## Outils et matériel

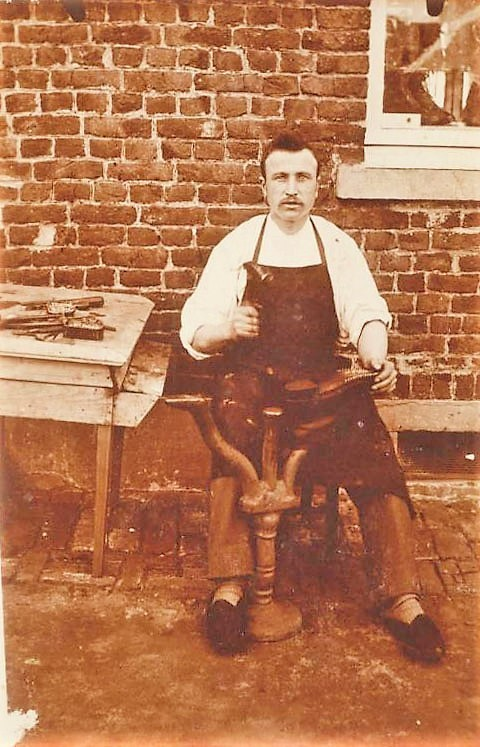
Jules Bilteryst, cordonnier à Godarville (Hainaut, Belgique) en 1914.

Le cordonnier utilise les outils courants de découpe et de travail du cuir (alênes, tranchets), ainsi que des outils classiques mais adaptés à ses besoins :
- Bisaiguë ;
- Chevilles, pour le ressemelage ;
- Colles spéciales, dont la « poix de Suède noire » ;
- Crampillons, pour le ferrage des sabots ;
- Cuir, caoutchouc, patins ;
- Embauchoirs (tendeurs à chaussures) : conformateur simplifié pour maintenir la forme d'une chaussure ou la lui redonner.
- Emporte-pièce ;
- Enclume universelle : enclume entièrement en fonte et à trois branches, permettant de maintenir toutes les chaussures ; dimensions maximales 20 × 12 cm, poids 3 à 4 kg ;
- Fil de chanvre, fil de lin ;
- Forme à monter et conformateurs : structure articulée en bois placée dans une chaussure pour en élargir une partie ou parfaire sa forme ;
- Lacets ;
- Marteau à battre : pour le travail de la semelle ;
- Marteau à clouer : quand des pointes servent à l'assemblage, utilisé avec la lime à chaussures qui par ses courbures permet de réduire toute tête de pointe saillante ;
- Marteau de cordonnier, à clouer ;
- Marteau de galochier : tête longue et fine ;
- Marteau Louis XV, aux panne et tête très longues ;
- Œillets métalliques ;
- « Outil pour faire les lacets » ;
- « Pince à poser les œillets » et « pince à enlever les œillets » ;
- Pince emporte-pièce, réalise les trous destinés aux lacets ;
- Protecteurs : morceaux d'acier destinés à réduire l'usure des extrémités de la semelle ;
- Semence ou pointe ;
- Talons (bois ou caoutchouc) ;
- Vernis, cirages, graisses ;

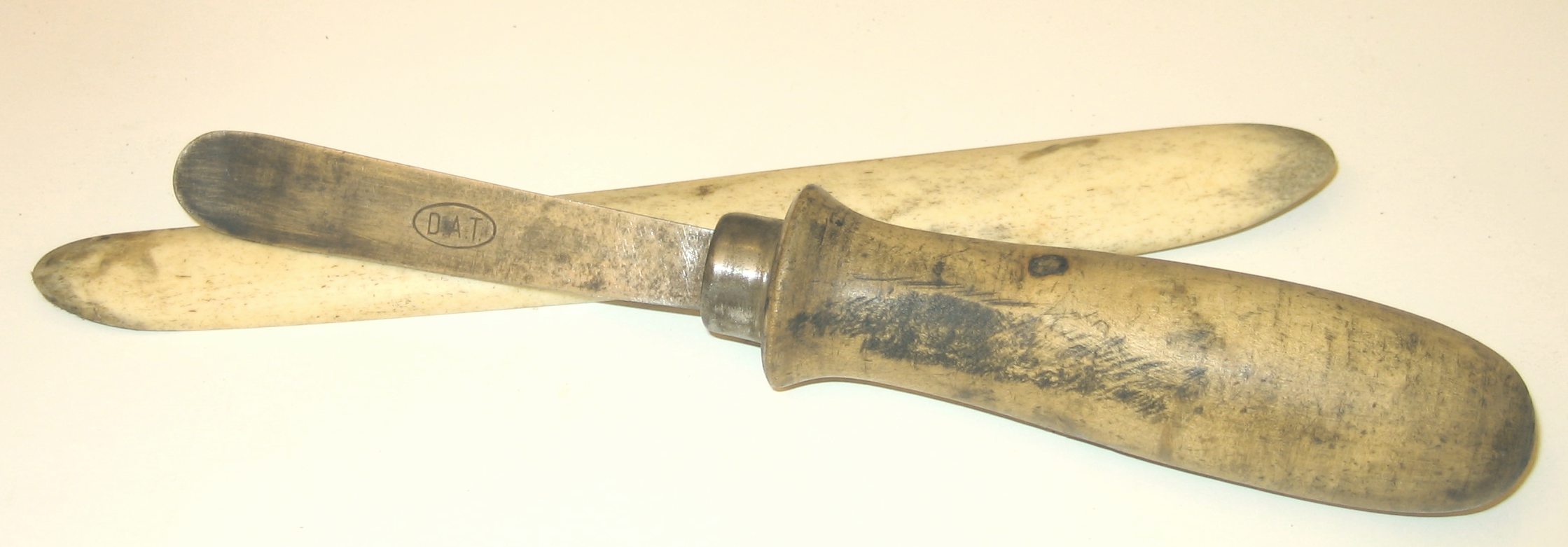
Outils servant au lissage.
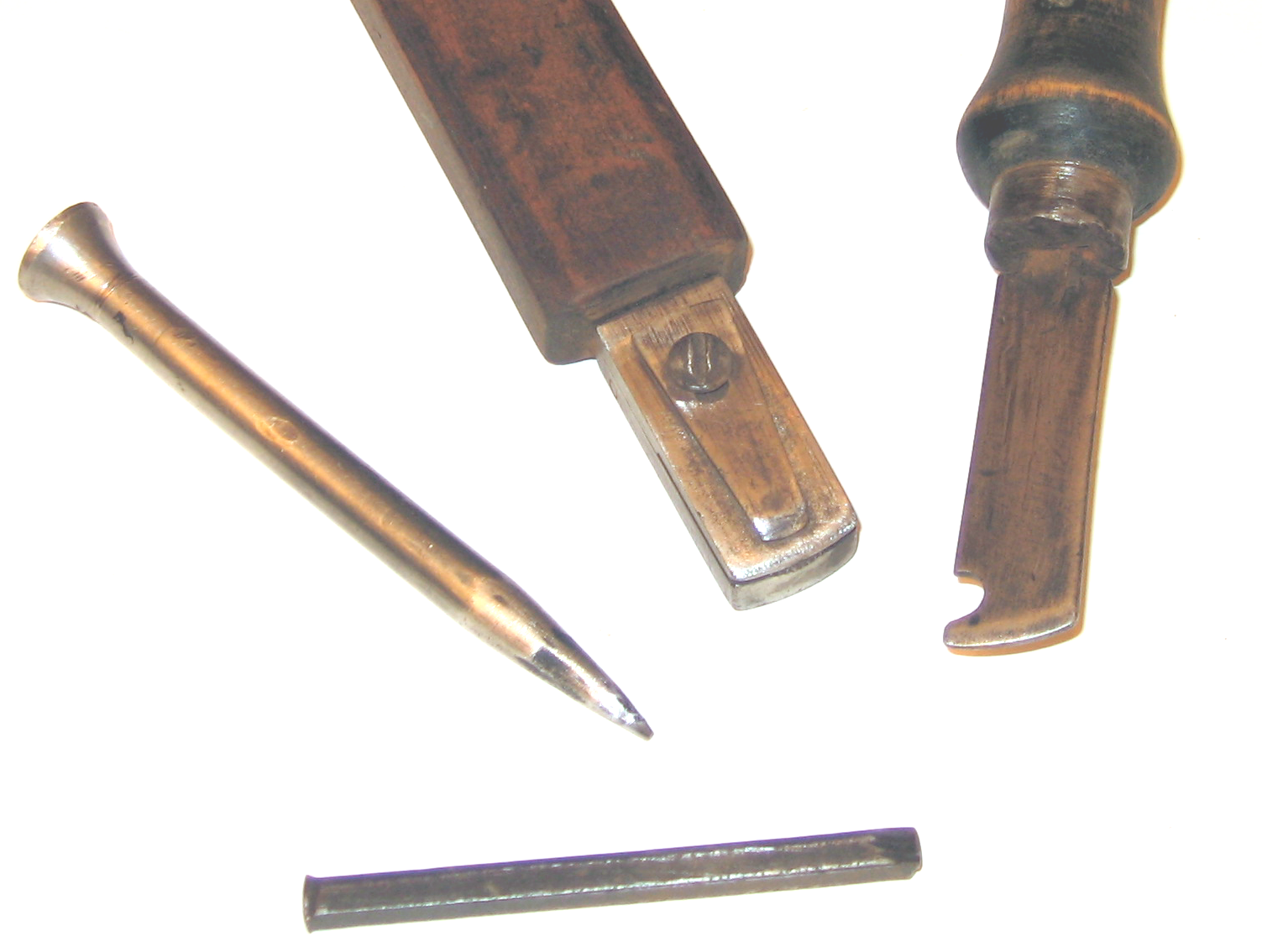
Outils divers.
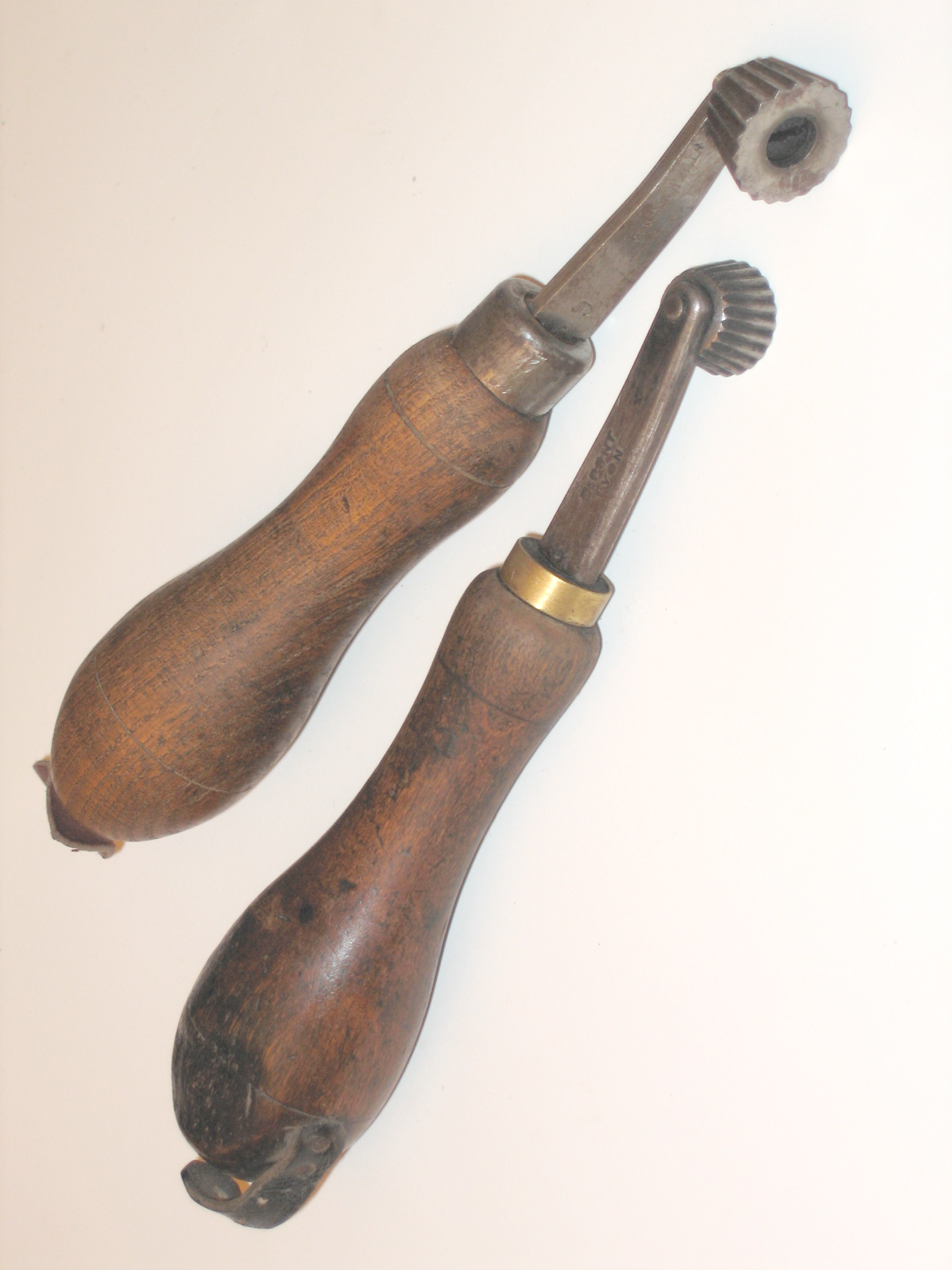
Outils servant à guillocher le rebord de la semelle.
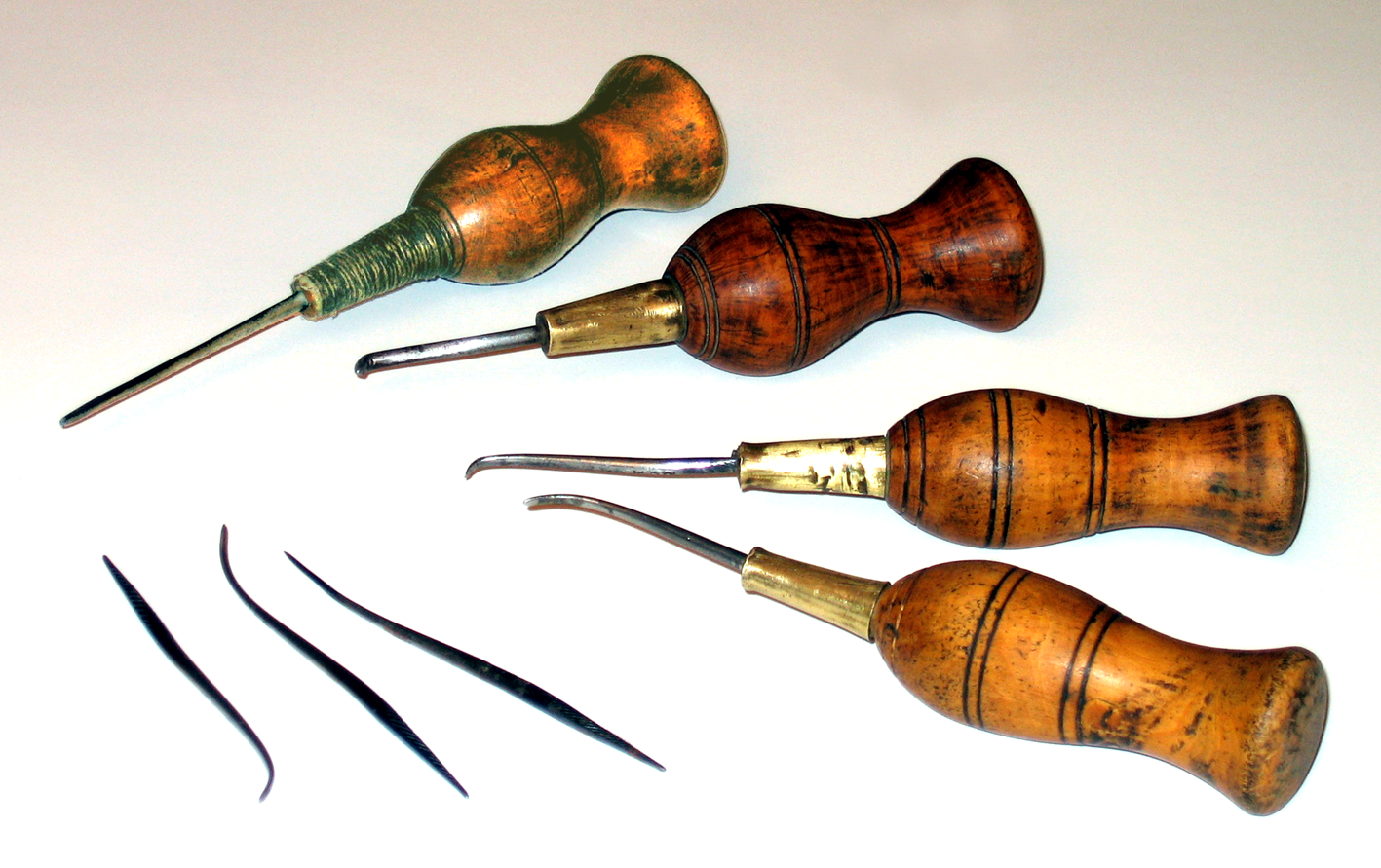
Alênes.
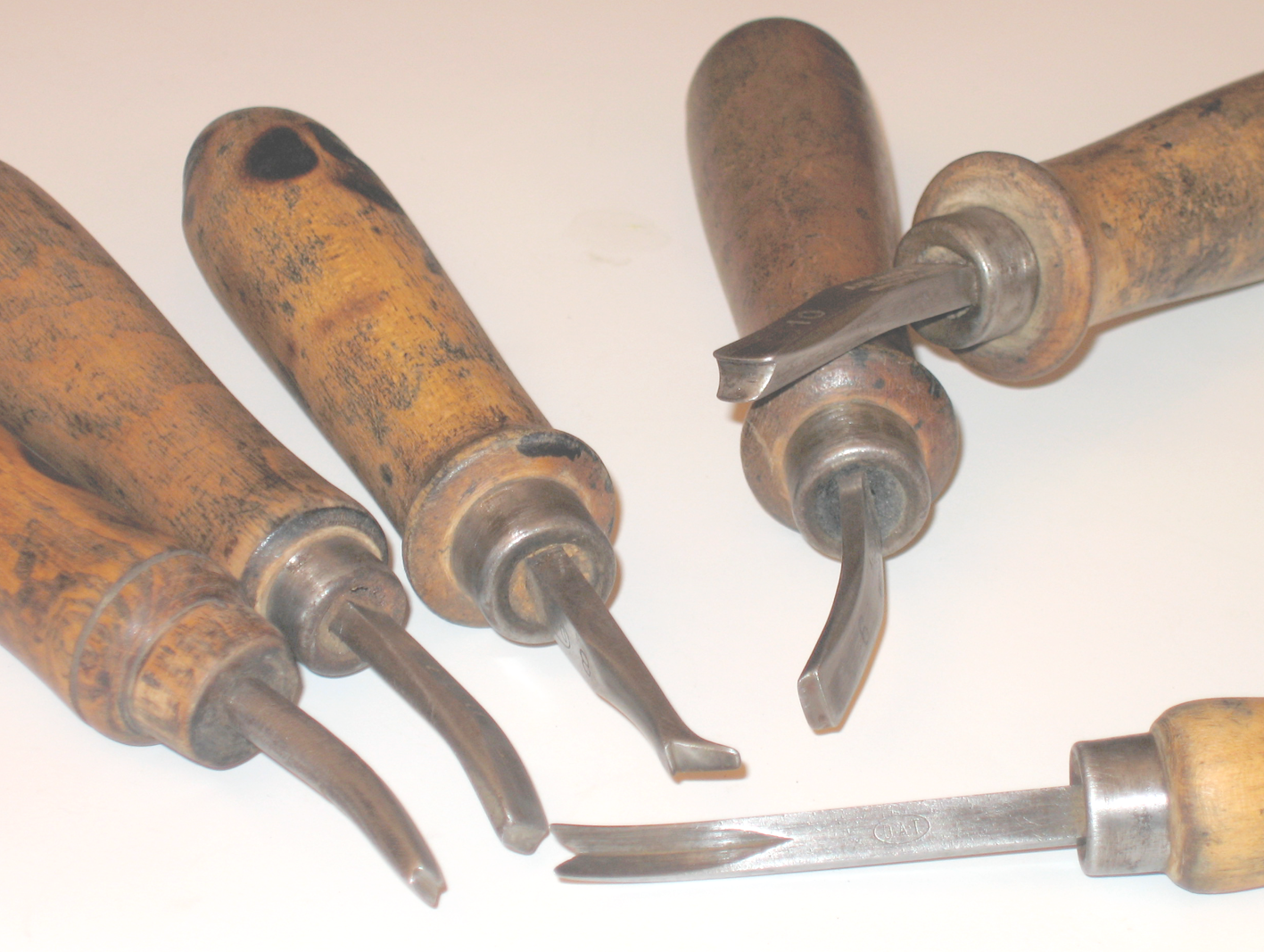
Chaque gouge donne un profil différent à la semelle.
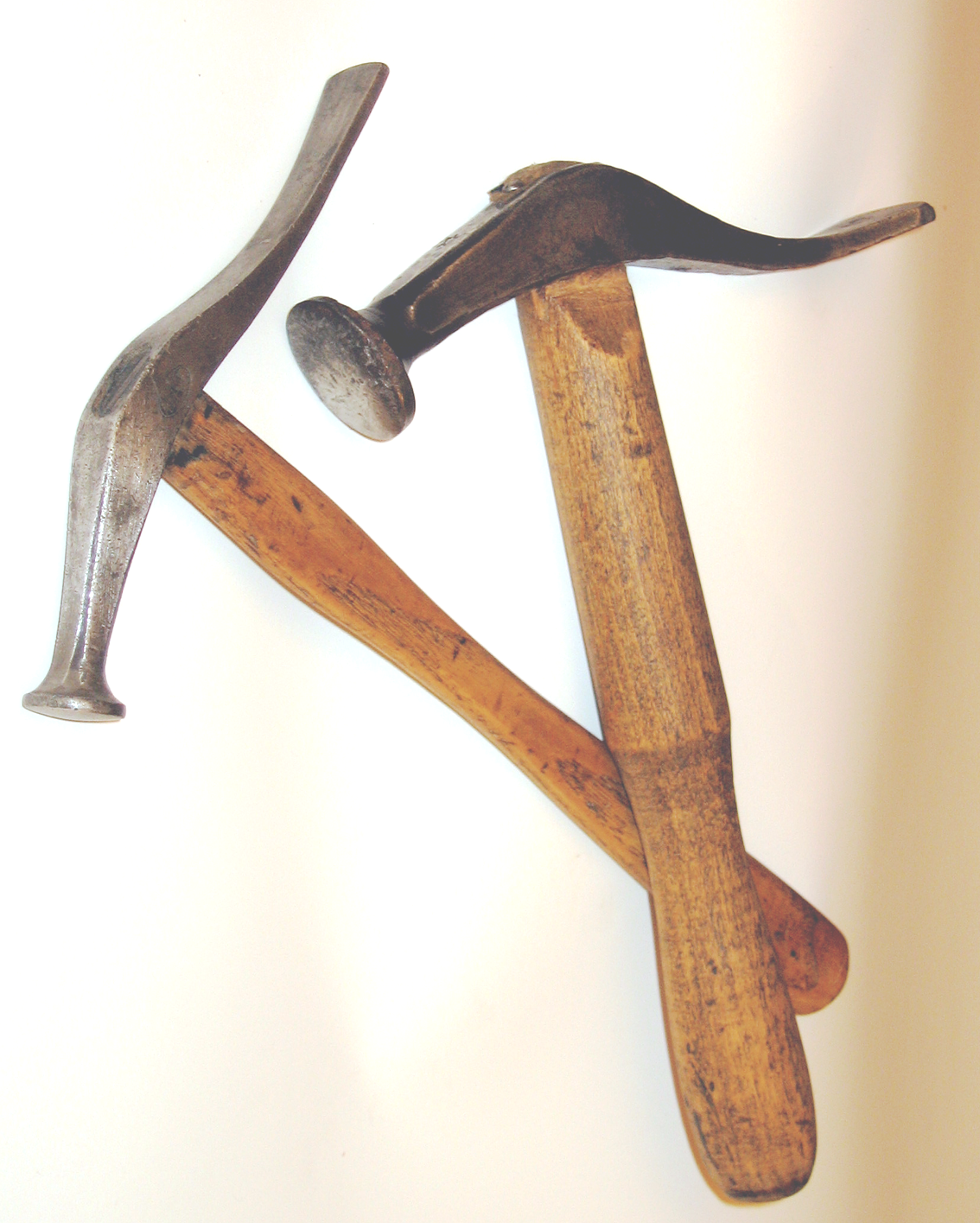
Marteaux de tailles différentes.
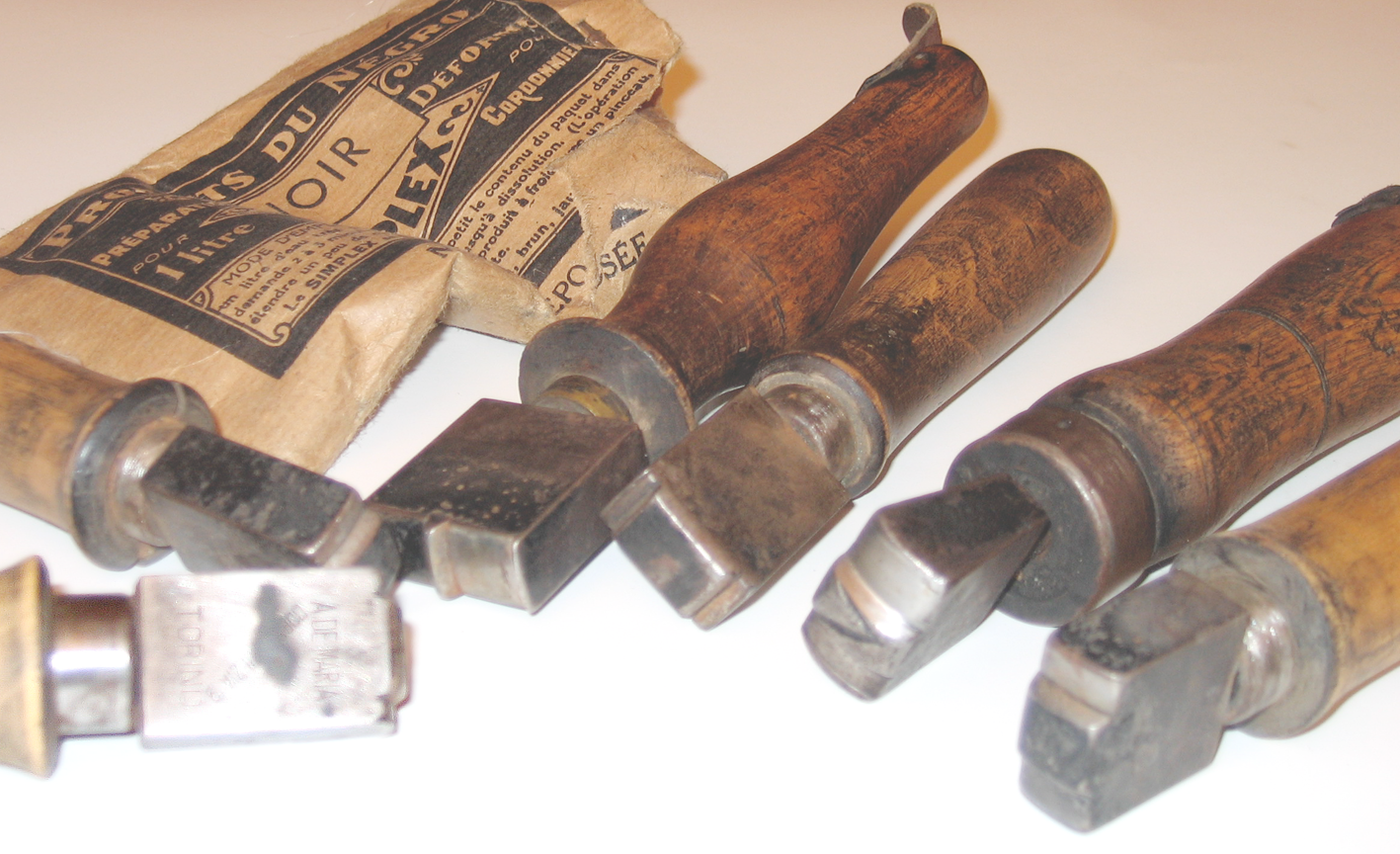
Chaque fer est destiné à une épaisseur et un profil différent de la semelle.
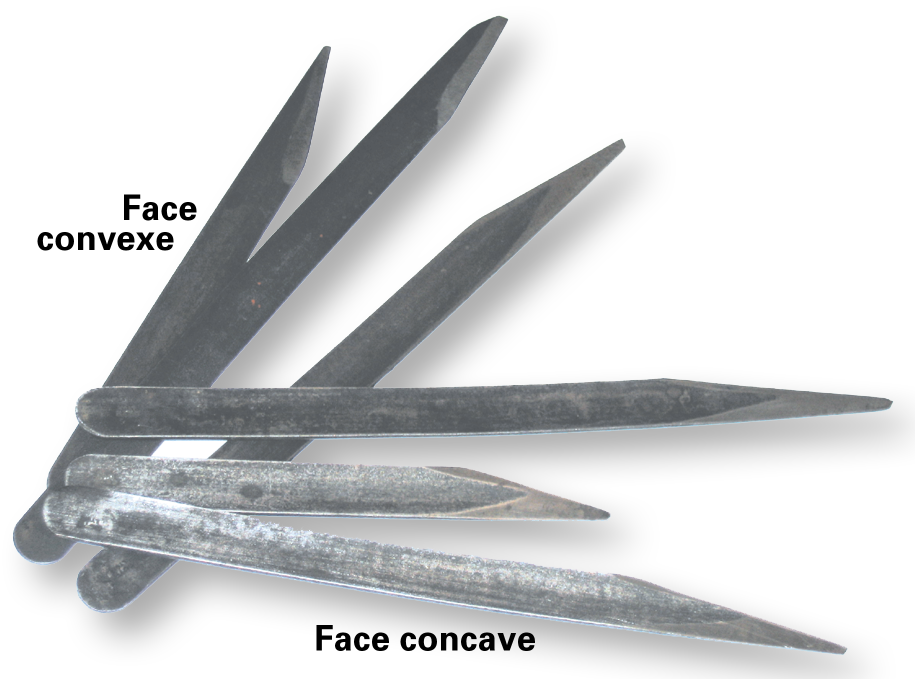
Jeu de tranchets.

Le cordonnier ambulant mettait ses outils dans un sac et l'ensemble était nommé crépin ou saint-crépin.

## France

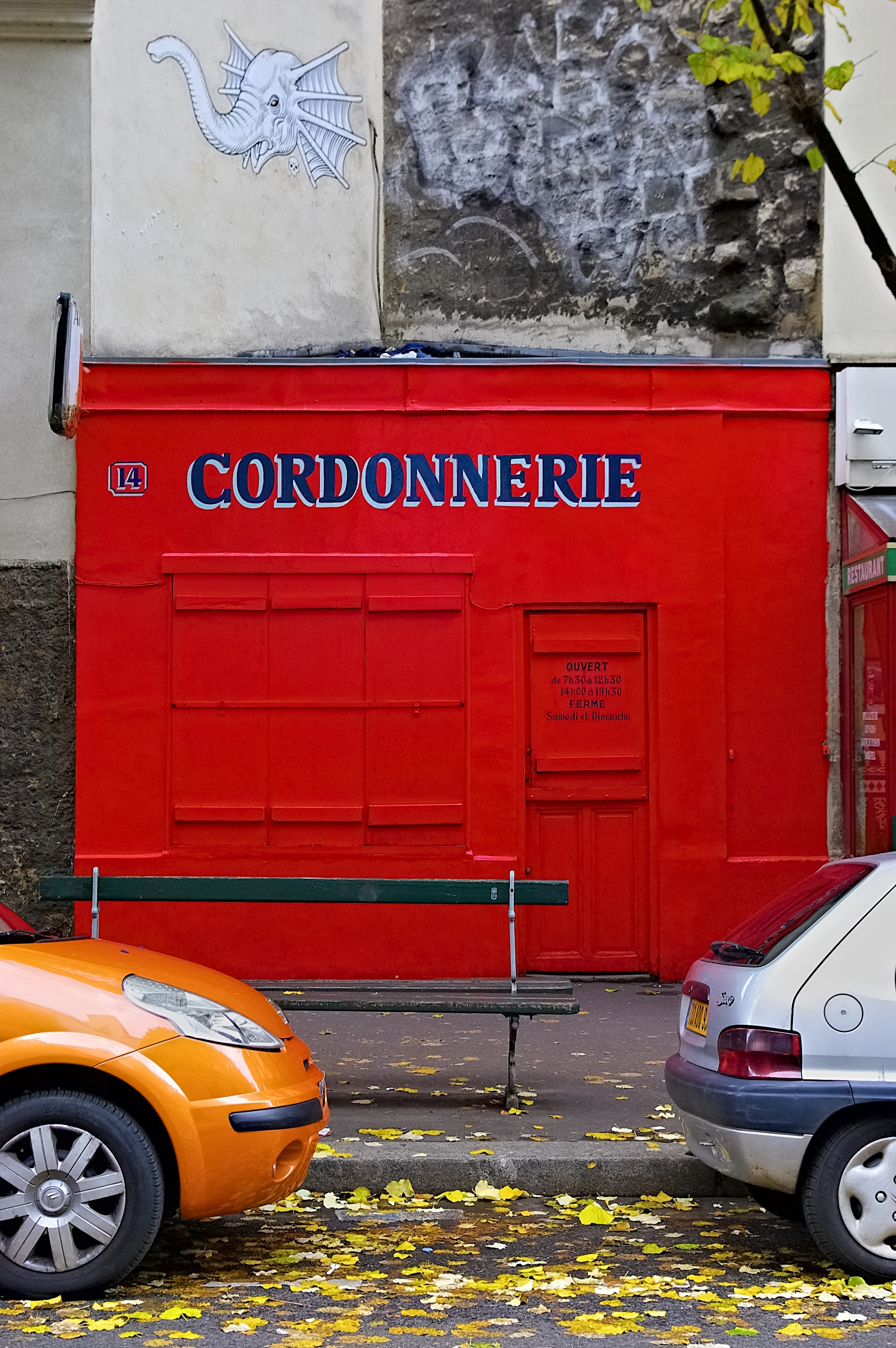
Cordonnerie traditionnelle à Paris (2009).

### Convention collective
La convention collective nationale française Cordonnier a le numéro 3015. L'accord constitutif date du 1er septembre 1989 et son extension (validation par le Ministère du Travail) le 22 décembre 1989, publication au JORF : le 29 décembre 1989. Elle a été élargie au secteur des cordonniers industriels par arrêté du 24 avril 1995, publication au JORF le 4 mai 1995.
Les partenaires sociaux signataires sont pour l'organisation patronale, la fédération nationale des cordonniers de France et, pour les syndicats de salariés : 
- La fédération nationale du textile, habillement et cuir CGT
- La fédération des industries de l'habillement, du cuir et du textile (HACUITEX) CFDT
- La fédération générale Force ouvrière des cuirs, du textile, de l'habillement (FO-CTH)
- La fédération textile, habillement, cuir et industries connexes CFTC
- La fédération du personnel d'encadrement de la production, de la transformation, de la distribution et des services et organismes agroalimentaires et des cuirs et peaux CFE-CGC.

### Code APE
Le code APE correspondant à la cordonnerie est 95.23Z avec pour intitulé Réparation de chaussures et d’articles en cuir et sa description dans la nomenclature d’activités françaises (de 2008) est la réparation de chaussures, de bagages et d’articles similaires et la pose de talons.

## Expressions
« Ne sutor ultra crepidam ! »

— Apelle
Cet adage latin, se traduisant par : « Que le cordonnier ne juge pas au-delà de la chaussure ! », a été repris dans différentes expressions (comme « cordonnier, tiens t'en à ta chaussure », « mêlez vous de votre pantoufle », « pas plus haut que la chaussure ») qui avaient cours pour signifier à une personne qu'elle devait se limiter dans son jugement ou dans ses actions à ce qu'elle savait faire.